# Fritz Ewert
Fritz Ewert (Düsseldorf, 9 febbraio 1937 – 16 marzo 1990) è stato un calciatore tedesco, di ruolo portiere.

## Palmarès

### Club
- Campionato tedesco: 2

Colonia: 1961-1962, 1963-1964